# Penitrem A
Penitrem A ist eine Verbindung aus der Gruppe der Mykotoxine und wird insbesondere in Arten der Schimmelpilzgattung Penicillium (Pinselschimmel) gebildet. Es wirkt als starkes Nervengift.

## Eigenschaften
Penitrem A ist ein Diterpen-Indolalkaloid. Ein charakteristisches Strukturmerkmal ist die 23α,24α-Epoxid-Struktur.
Penitrem A wirkt neurotoxisch tremorgen. Es wirkt sowohl auf das zentrale als auch auf das periphere Nervensystem. Das Toxin blockiert Ca2+-aktivierte Kaliumkanäle mit hoher Leitfähigkeit in der glatten Muskulatur. Es beeinträchtigt ferner die GABAerge Neurotransmission im Kleinhirn. Dadurch kommt es zu unkontrolliertem Zittern (Tremor) von Gliedmaßen oder dem ganzen Körper.

## Vorkommen
Penitrem A wurde aus P. crustosum und anderen Pinselschimmel-Arten isoliert.
Es kommt als Verunreinigung in fettreichen Lebensmitteln wie Nüssen, Käse oder Fleisch vor, ferner in angeschimmelten Lebensmitteln, Abfällen und Kompost. Vergiftungen mit Penitrem A über solche kontaminierte Produkte sind bei Tieren und – seltener – bei Menschen beschrieben.

## Biosynthese
Die Biosynthese von Penitrem A beginnt – vergleichbar zu der der pilzlichen Sekundärmetaboliten Paspalin und Paxillin – aus Indol-3-glycerinphosphat und Farnesyldiphosphat. Studien legen nahe, dass das charakteristische Penitrem-Kerngerüst von einem diprenylierten Paxillin-Derivat abgeleitet ist. Nach dem Aufbau der Penitrem-Grundstruktur folgen Epoxidierungs-, Hydroxylierungs- und Chlorierungsreaktionen. In einer genomischen Analyse an P. simplicissimum konnten zwei Gen-Cluster der an der Biosynthese beteiligten Enzyme identifiziert werden.